# بوب أرمسترونغ
بوب أرمسترونغ (بالإنجليزية: Bob Armstrong)‏ (1 يوليو 1938 بنيوكاسل أبون تاين في المملكة المتحدة - 1 سبتمبر 2014)، لاعب كرة قدم بريطاني في مركز الهجوم. لعب مع هوردن كوليري ولفير ‏ ودارلينجتون إف سى.